# نویکیرش/لاوزیتس
نویکیرش/لاوزیتس (به آلمانی: Neukirch/Lausitz) یک شهر در آلمان است که در باوتسن واقع شده‌است. نویکیرش/لاوزیتس ۵٬۰۶۶ نفر جمعیت دارد.

## خواهرخوانده
شهر بونیگهایم خواهرخواندهٔ نویکیرش/لاوزیتس هست.